# Сионе Лауаки
Сионе Лауаки (енгл. Sione Lauki; 22. јун 1981 - 12. фебруар 2017) професионални је новозеландски рагбиста, који тренутно игра за француског друголигаша Бајон.
Пошто је маор, играо је за екипу пацифичких острвљана, састављених од најбољих Самоанских, Тонганских и Фиџијских рагбиста. Добро је одиграо тест мечеве за ову екипу против Аустралије, Јужноафричке Републике и Новог Зеланда 2004. Ол блекси су изабрали њега и Сививатуа, да игра за њих. Сионе је за Нови Зеланд дебитовао против Фиџија у тест мечу 2005. Био је део селекције Новог Зеланда на светском купу 2007. Постигао је 3 есеја у 17 утакмица за Нови Зеланд, а последњу утакмицу у дресу Ол блекса је одиграо против Самое 2008. У најјачој лиги на свету одиграо је 70 утакмица за Чифсе и постигао 14 есеја. После једне сезоне у француском прволигашу Клермону, прешао је у друголигаша Бајон. Његов брат Епалами Лауаки је професионални играч рагбија 13.